# Ianca (gmina)
Ianca – gmina w Rumunii, w okręgu Aluta. Obejmuje miejscowości Ianca i Potelu. W 2011 roku liczyła 3560 mieszkańców.